# 栗田 (長野市)
栗田（くりた）は、長野県長野市の市街地南部の地区（大字）。
全域が長野市役所芹田支所の管内である。

## 概要
地区の北西端に信越本線・北陸新幹線が走り、長野駅（東口）が置かれている。東部を東通り、西部を都市計画道路長野駅東口線が南北に走る。周囲は以下の大字・町丁と接する。
概ね都市計画道路長野駅東口線を境にして、東部の栗田区（栗田町）と西部の北中区（北中町）に二分される。

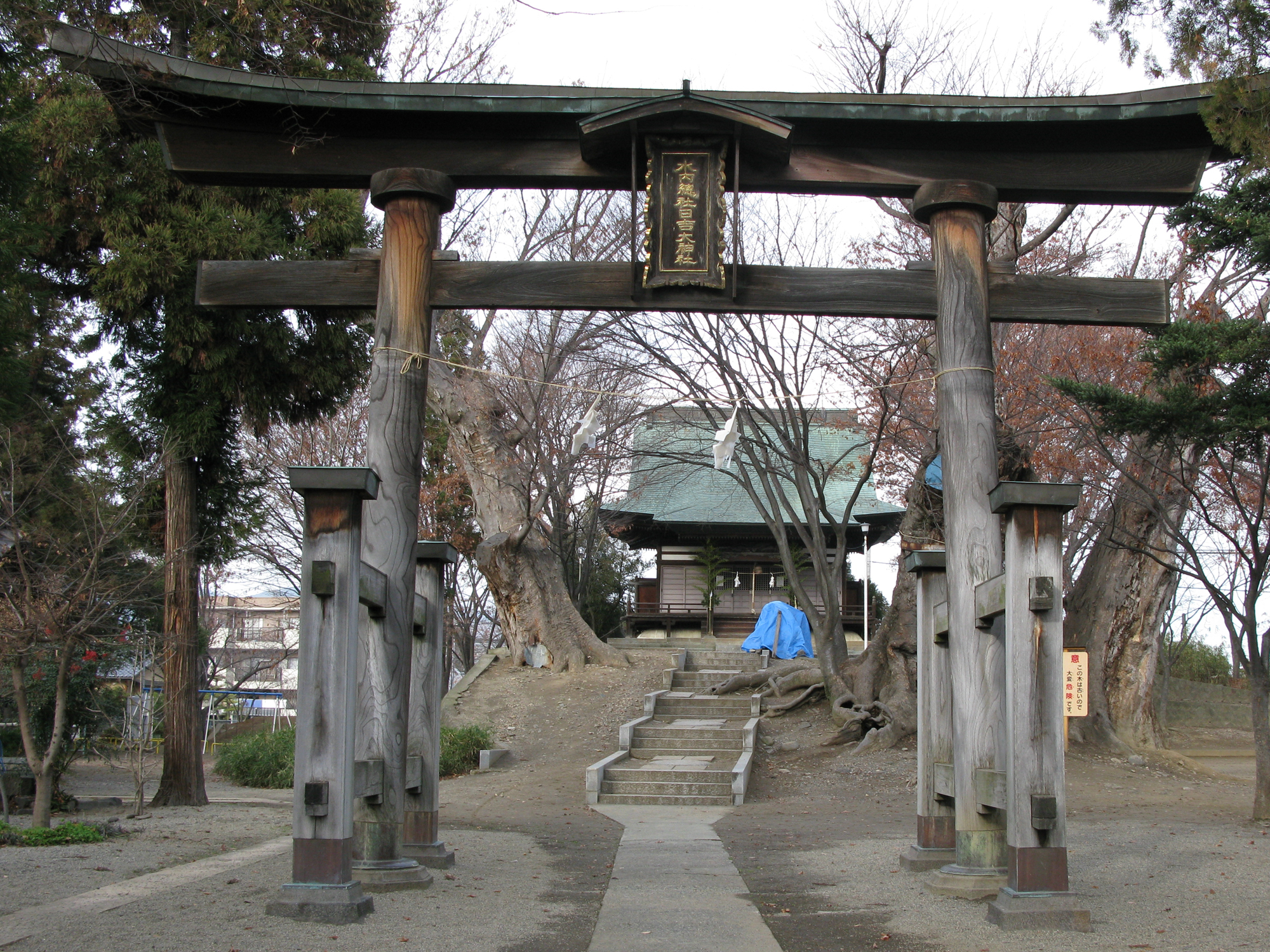
栗田神社（栗田城跡）

古くは農村であり、戸隠・善光寺別当の栗田氏が治めた。栗田氏が妻科村に日吉社を勧請したため、その土地のみ栗田村の飛び地となっていた。神社が栗田村本村の栗田城跡に移転したのちも、神社跡の土地（現 南石堂町山王）は現在に至るまで栗田区の所有となっている。最近では土地に残っていた樹齢500年以上というケヤキについて、栗田区の事情で市の保存樹林指定が解除され伐採されたことで、地元南石堂町で反発の声が上がるといった出来事があった。
1888年（明治21年）の長野駅の開業以降、鉄道関連の施設が多く置かれるようになる。のちに貨物駅や車両基地は北長野駅に移転したが、東日本旅客鉄道長野支社は現在も北中町に置かれている。
表口である善光寺口側に対して、裏口である東口側は至便な住宅地として急速な発展を遂げた。しかし無秩序な発展が進んだことから生活環境や防災上の問題があり、1993年（平成5年）から長野駅周辺第二土地区画整理事業が進められている。58ha、1,200戸を対象としたこの大規模事業は住民の反対運動等により当初計画より遅れているものの、2027年度の完了を目指し日々新たな街の姿が生まれている。特に、1997年（平成9年）の北陸新幹線高崎 - 長野間の開業に伴う長野駅東口広場の整備によって東口は長野市の鉄道・自動車交通の結節点として機能するようになり、松本駅に代わって白馬・大町方面への玄関口となっている。

### 沿革
大字栗田の範囲は、概ね1879年（明治12年）時点の上水内郡栗田村の範囲に相当する。
旧栗田村の歴史
- 鎌倉時代前後頃から村上氏の支族である栗田氏が広大な城館を構えていたと考えられている。そして順次に栗田寺や戸隠顕光寺、善光寺の別当を世襲し戦国時代までこれら大寺院を支配下においていた。
- 江戸時代 - 前身の水内郡栗田村は幕府領であった
- 1879年（明治12年）1月14日 - 郡区町村編制法施行。水内郡が上水内郡と下水内郡とに分割され、上水内郡栗田村となる
- 1879年（明治12年） - 栗田村と千田村との境に、励精学校（長野市立芹田小学校の前身）が千田村の専福寺から移転
- 1888年（明治21年）5月1日 - 官設鉄道直江津線（現 信越本線）の関山〜長野が開通。栗田村と南長野町との境に長野駅が開業
- 1889年（明治22年）4月1日 - 市町村制施行。上水内郡中御所村・若里村・稲葉村・川合新田村と合併し、芹田村となる
- 1890年（明治23年）2月16日 - 芹田村栗田に、内閣鉄道局長野器械場（JR東日本長野総合車両センターの前身）が置かれる。のち1969年（昭和44年）に、大字西和田（現 西和田二丁目）の現在地に移転
- 1923年（大正12年）7月1日 - 芹田村が上水内郡吉田町・三輪村・古牧村とともに長野市に編入。旧栗田村域は大字栗田となる

長野市栗田の歴史
- 1945年（昭和20年）8月13日 - 長野空襲。地区内では、長野機関区などが被害を受けた
- 1956年（昭和31年）9月 - 長野営林局（現 中部森林管理局）が西筑摩郡福島町（現 木曽郡木曽町）から移転
- 1991年（平成3年）4月1日 - 長野朝日放送（abn）が開局
- 1993年度（平成5年度） - 長野駅周辺第二土地区画整理事業が始まる。大字栗田の北西部から中御所二丁目にかけて、長野駅東口の58.2ha。同年12月に工事着手
- 1997年（平成9年）10月1日 - 北陸新幹線（高崎 - 長野）が開通。長野駅東口広場・東口地下駐車場・東西自由通路の供用開始
- 1998年（平成10年）10月 - 反対住民による長野駅周辺第二土地区画整理事業計画無効確認の提訴について、最高裁判所が上告を棄却
- 2019年（平成31年）4月27日 - 長野駅東口公園が開園
- 2022年（令和4年）8月13日 - 長野駅周辺第二土地区画整理事業による換地処分に伴う町名整理。大字鶴賀・大字栗田の一部をもって七瀬が成立するほか、中御所二丁目（住居表示施行地区）との境界が変更となる[6]

### 行政区
地区内の行政区・郵便番号・人口及び世帯数（令和5年3月1日現在）は以下の通り。
| 行政区名         | 郵便番号 | 人口・世帯数      |
| ---------------- | -------- | ----------------- |
| 栗田（くりた）   | 380-0921 | 2,383世帯 4,866人 |
| 北中（きたなか） | 380-0927 | 486世帯 884人     |

## 交通

### 鉄道

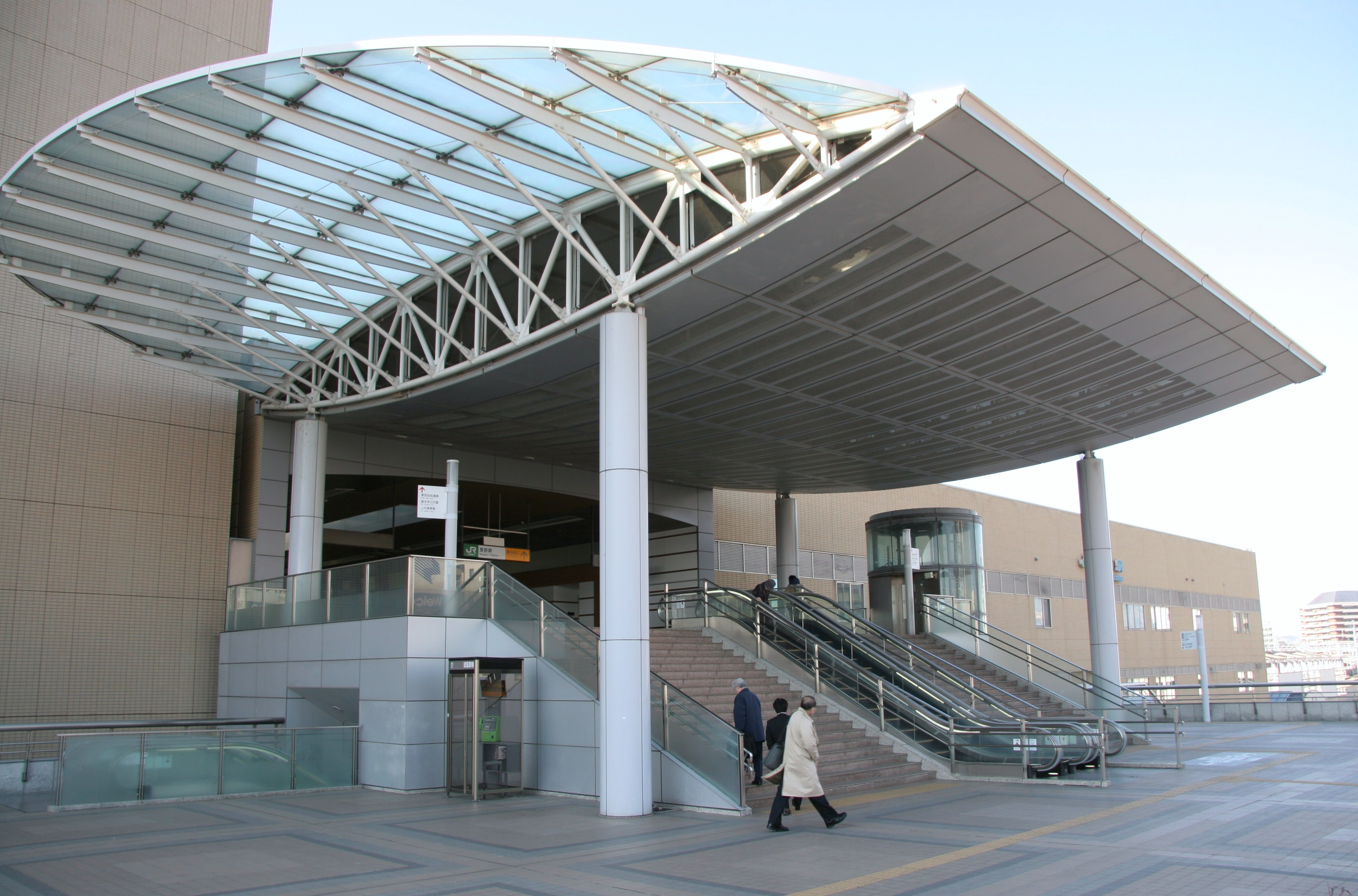
長野駅東口ペデストリアンデッキ

JR・しなの鉄道長野駅（東口）があり、以下の路線が利用できる。
- JR東日本
  - ■北陸新幹線
  - ■信越本線
  - ■飯山線
  - ■篠ノ井線
  - ■しなの鉄道線直通電車
- しなの鉄道
  - ■北しなの線

また、東西地下通路を介して、長野電鉄長野駅を利用できる。
- 長野電鉄
  - ■長野線

### 路線バス
長野駅東口から発着する、アルピコ交通（川中島バス）・長電バスの以下の路線系統が利用できる。
- アルピコ交通（川中島バス）
  - 85 長野駅東口 - 文化学園前 - 松岡
  - 特急 長野駅東口 - 白馬
  - 特急 長野駅東口 - 大町・扇沢
  - 高速 ホテルメトロポリタン長野 - 長野駅東口 - 上高地（夏季のみ）
- 長電バス
  - 81 長野駅 - 日赤 - 水野美術館・アークス中央
  - 82 （長野駅 -）長野駅東口 - 屋島 - 須坂駅
  - 82B （長野駅 -）長野駅東口 - 屋島 - 綿内駅
  - 急行 長野駅東口 - 志賀高原

地区東部では、東通りを走るアルピコ交通（川中島バス）の以下の路線系統が利用できる。
- アルピコ交通（川中島バス）
  - 48 長野駅 - 文化学園前 - 金井山 - 松代
  - 85 長野駅東口 - 文化学園前 - 松岡
  - 102 道島 / 運転免許センター入口 → 県庁前 → 市役所前 → 文化学園前

そのほか、東西自由通路を介して長野駅善光寺口から市内路線バスのほとんどが利用できる。

## 施設

### 栗田
- 長野市立芹田小学校 - 発掘調査で芹田小学校遺跡が発見されている。調査の記録と遺物は長野市立博物館に保管[7]。
- 東番場遺跡 - 宅地造成事業にともなう発掘調査で発見。古墳時代前期から奈良時代にわたる集落跡。この一帯が芹田地域でも早い時期から開けていたことがわかる。こちらも市立博物館に保管[7]。
- 長野県工業技術総合センター
- 栗田病院
- 小賀坂スキー製作所 本社・工場
- 新光電気工業 栗田総合センター
- 中部森林管理局
- 日本郵政グループ 長野ビル（旧日本郵政公社信越支社、旧信越郵政局）
  - 日本郵便 信越支社・長野監査室・長野共通事務集約センター・長野栗田郵便局
  - ゆうちょ銀行 信越エリア本部・長野地域センター
  - かんぽ生命保険 信越エリア本部・長野支店
- 日本郵便 信越郵政研修センター
- ながの農業協同組合（JAながの）芹田支所 - 旧・上水内郡芹田村役場跡
- 栗田ふれあい会館
- 水内総社日吉大神社（栗田神社） - 栗田城跡
- 円通院 - 栗田氏の持仏堂跡ともいわれる[8]。
- 上條器械店 長野営業所
- 中島製パン - 2023年破産手続開始決定[9]

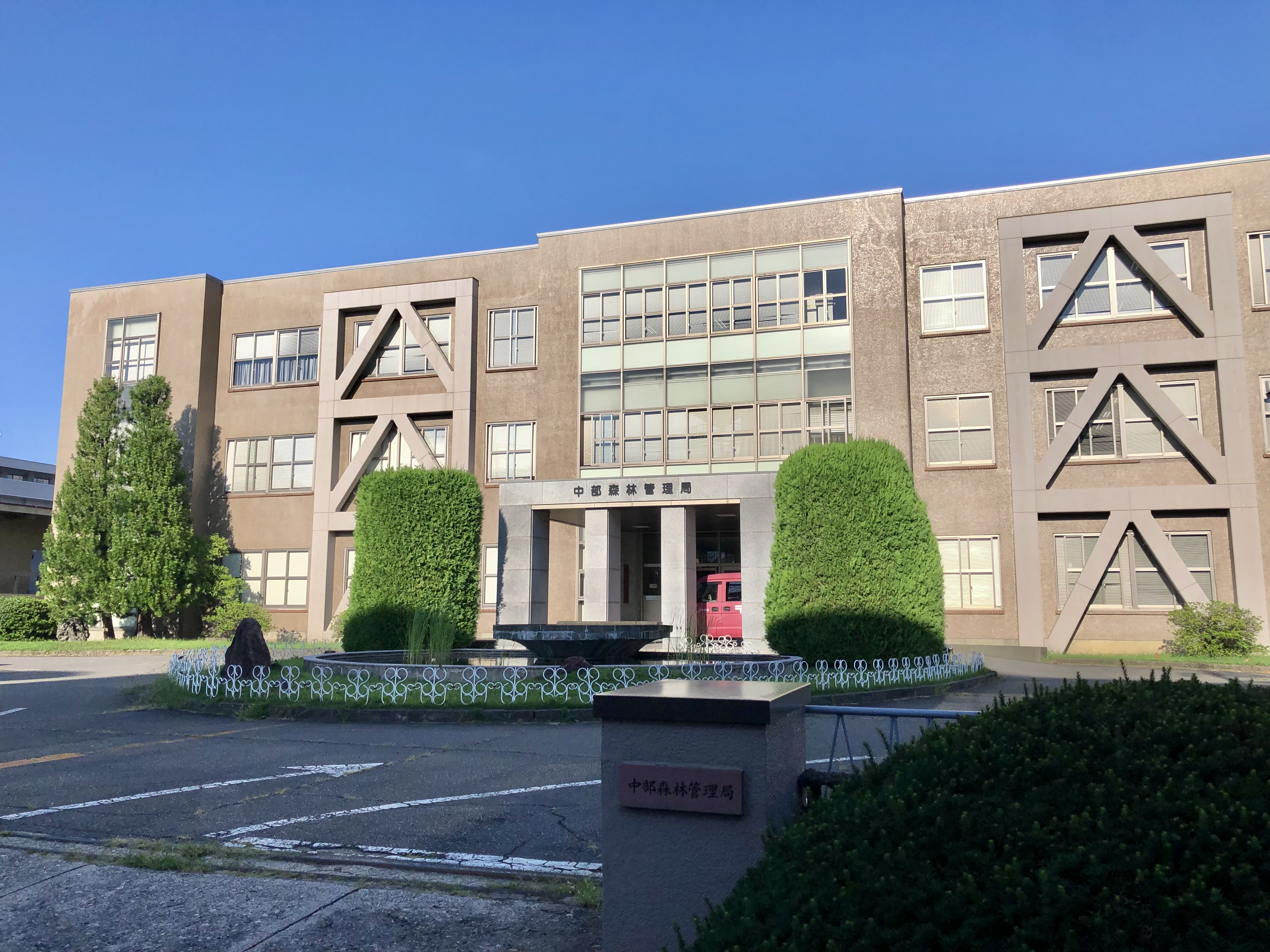
中部森林管理局
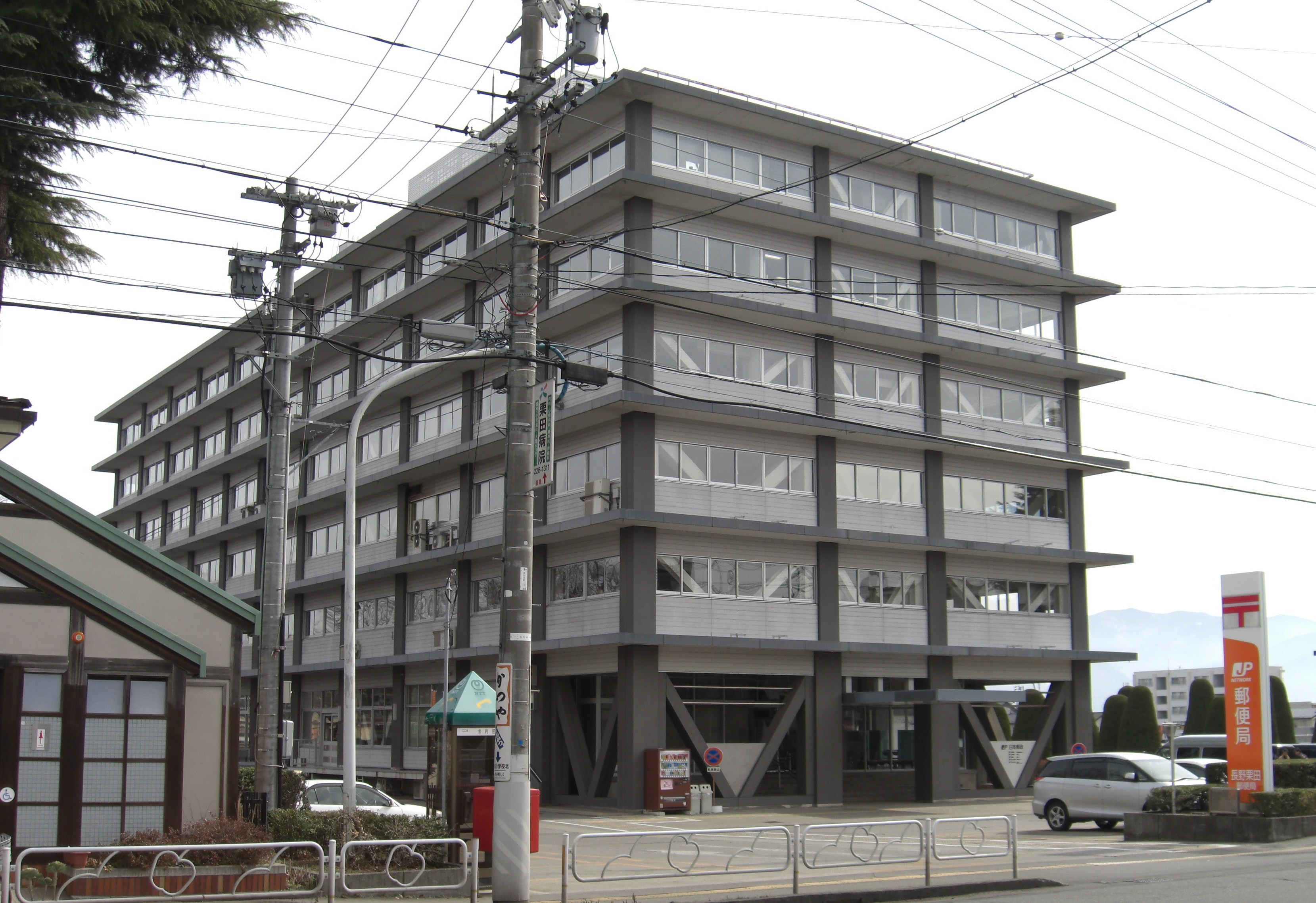
日本郵政グループ長野ビル
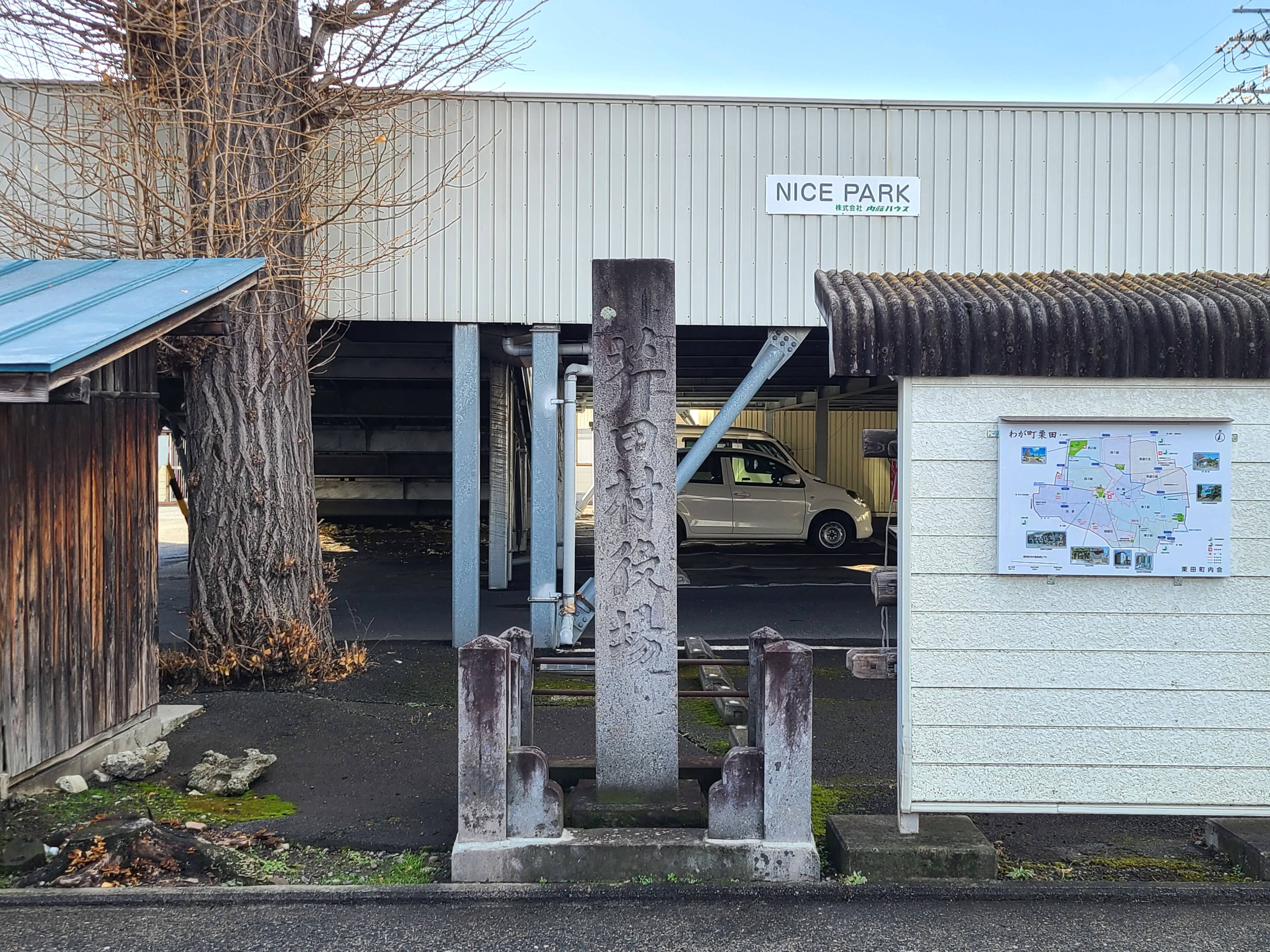
芹田村役場跡
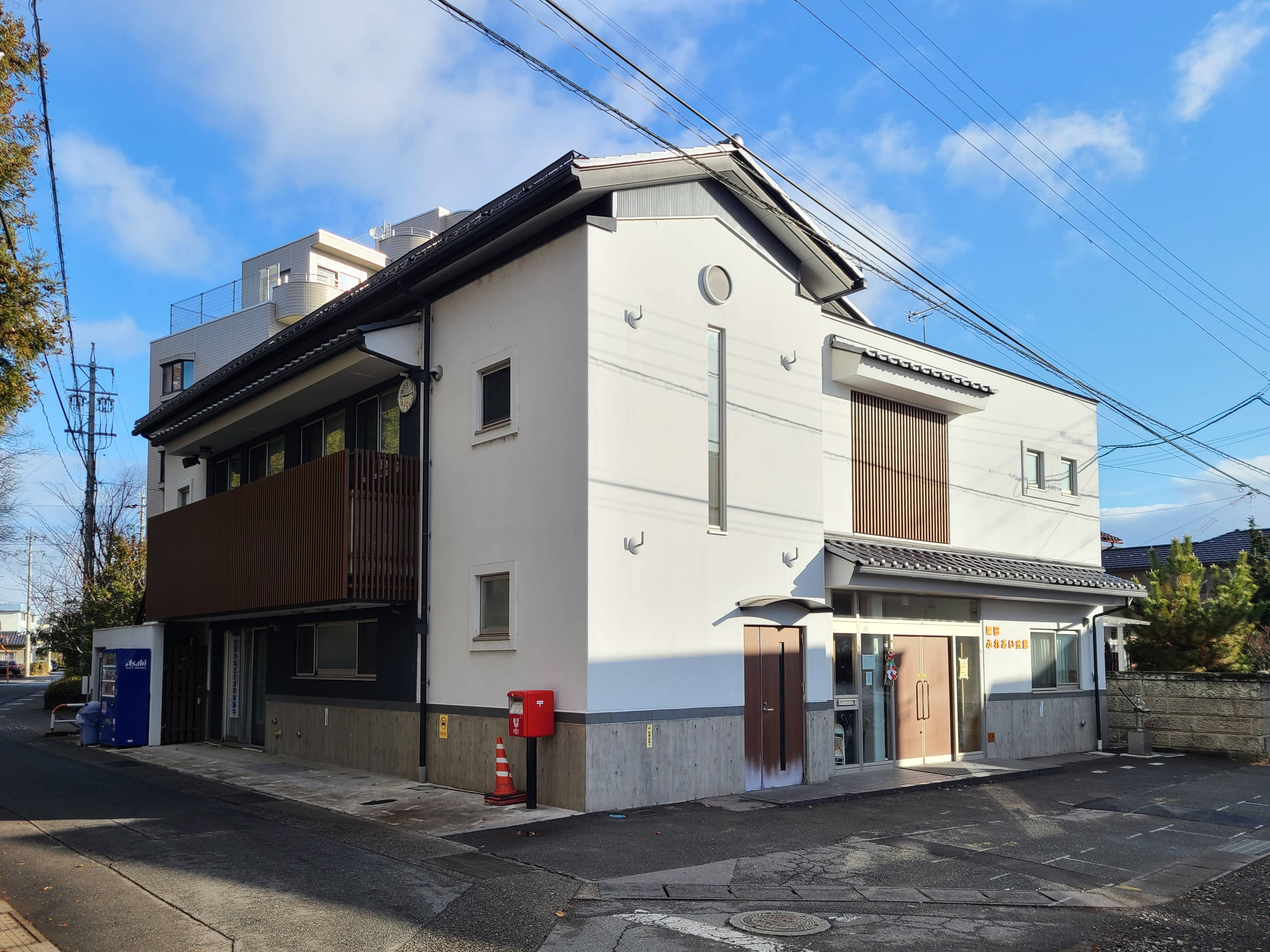
栗田ふれあい会館
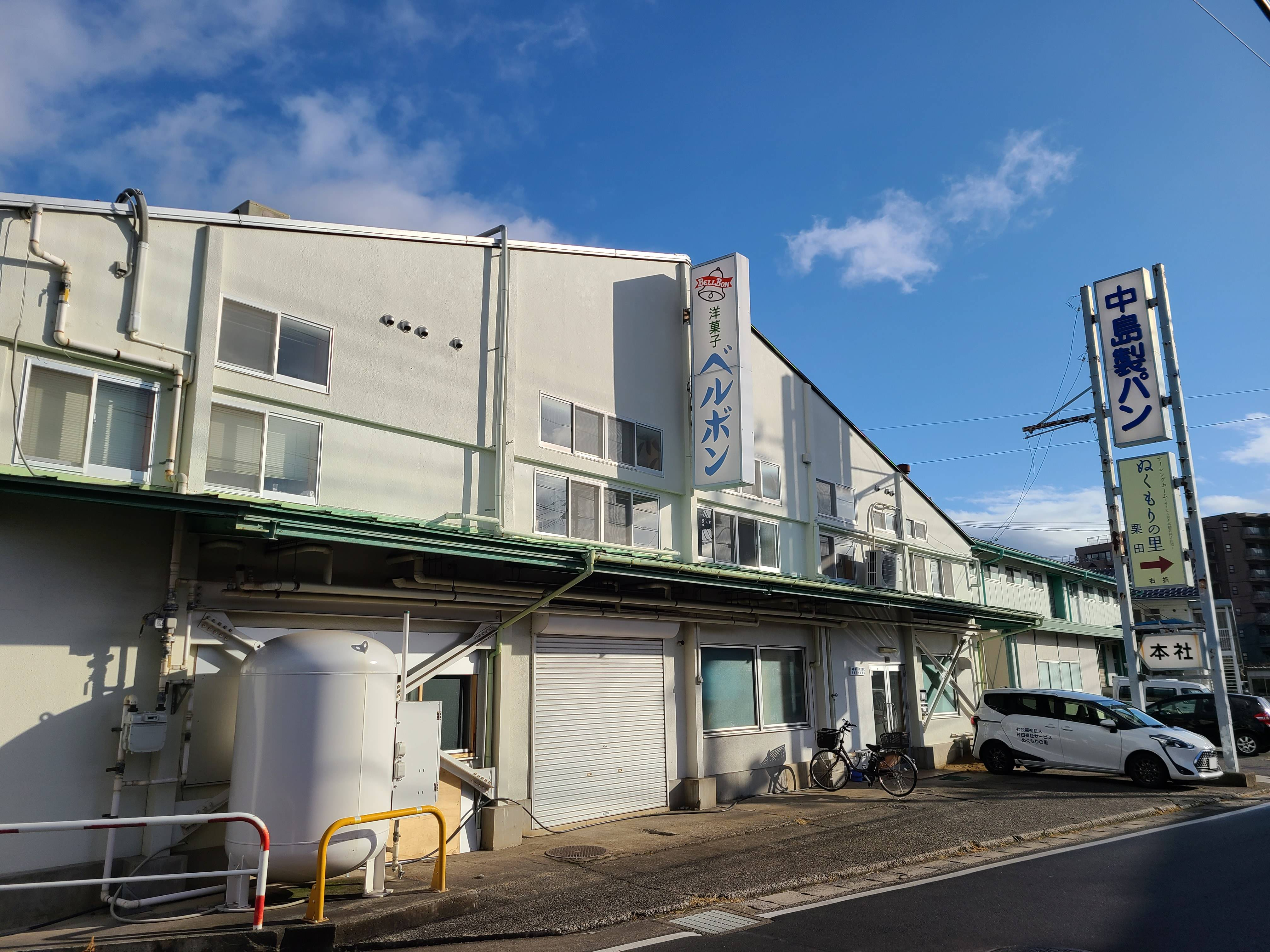
中島製パン（洋菓子ベルボン）跡

### 北中
- 長野駅東口

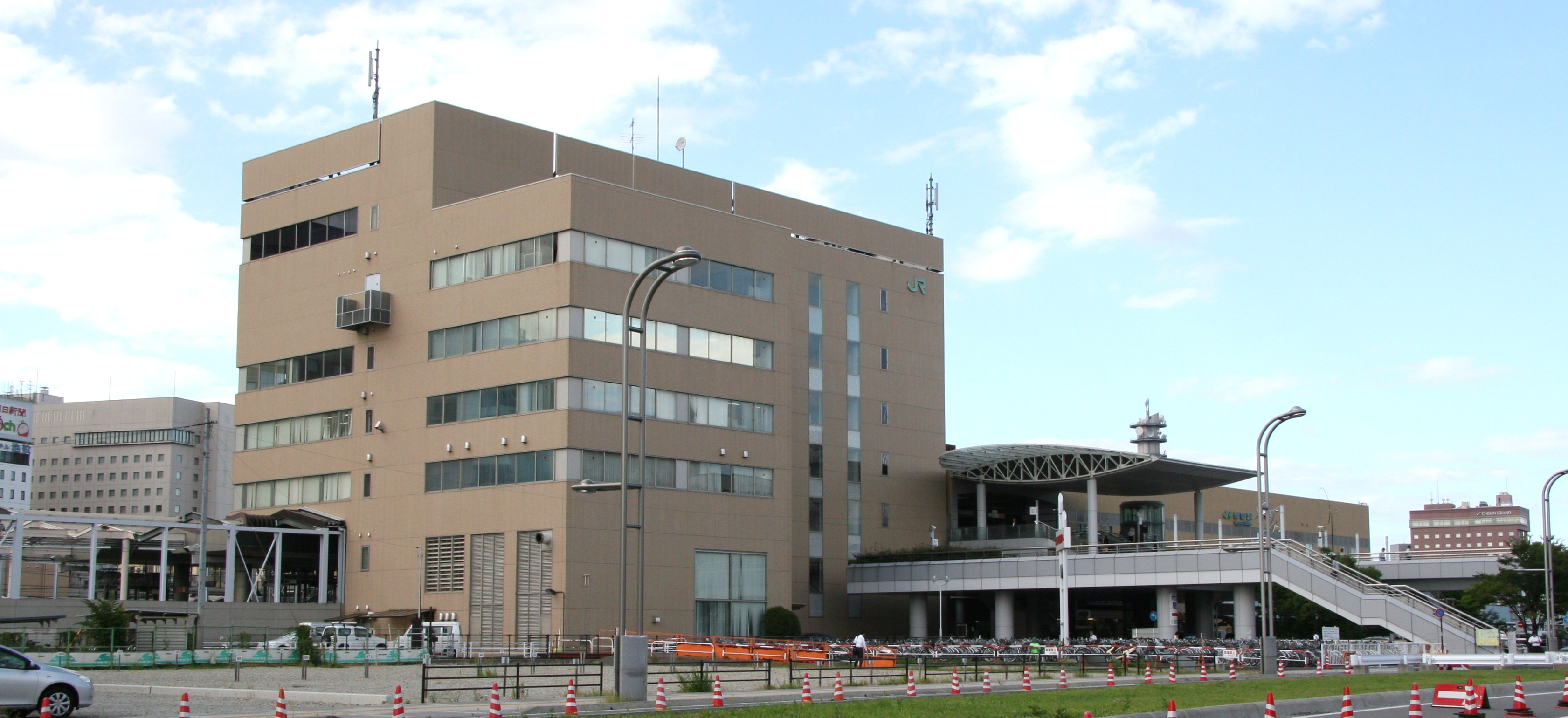
JR東日本 長野支社
  - JR貨物関東支社 長野支店
- 長野鉄道健診センター
- 東口病院
- 日産レンタカー長野 長野駅東口店
- 清泉大学 長野駅東口キャンパス
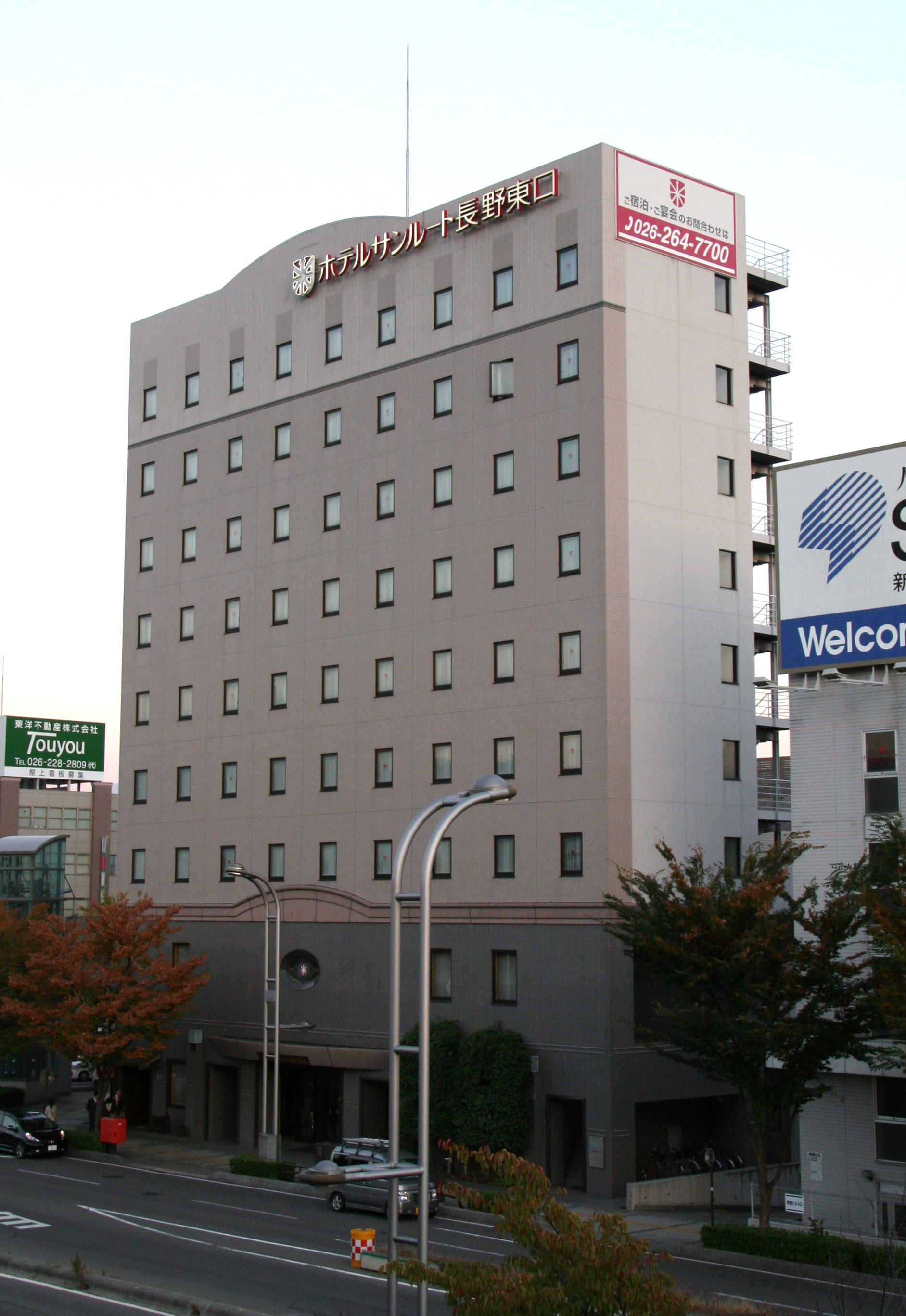
相鉄フレッサイン 長野駅東口
- 大原学園 長野校

- JR東日本 長野支社
- 相鉄フレッサイン長野駅東口（写真はホテルサンルート長野東口時代）